# Хважно (Косьцерський повіт)
Хважно (пол. Chwarzno) — село в Польщі, у гміні Стара Кішева Косьцерського повіту Поморського воєводства.
Населення — 166 осіб (2011).
У 1975-1998 роках село належало до Гданського воєводства.

## Демографія
Демографічна структура станом на 31 березня 2011 року:
|          | Загалом | Допрацездатний вік | Працездатний вік | Постпрацездатний вік |
| -------- | ------- | ------------------ | ---------------- | -------------------- |
| Чоловіки | 84      | 19                 | 57               | 8                    |
| Жінки    | 82      | 18                 | 49               | 15                   |
| Разом    | 166     | 37                 | 106              | 23                   |